# Oceanische spreiding

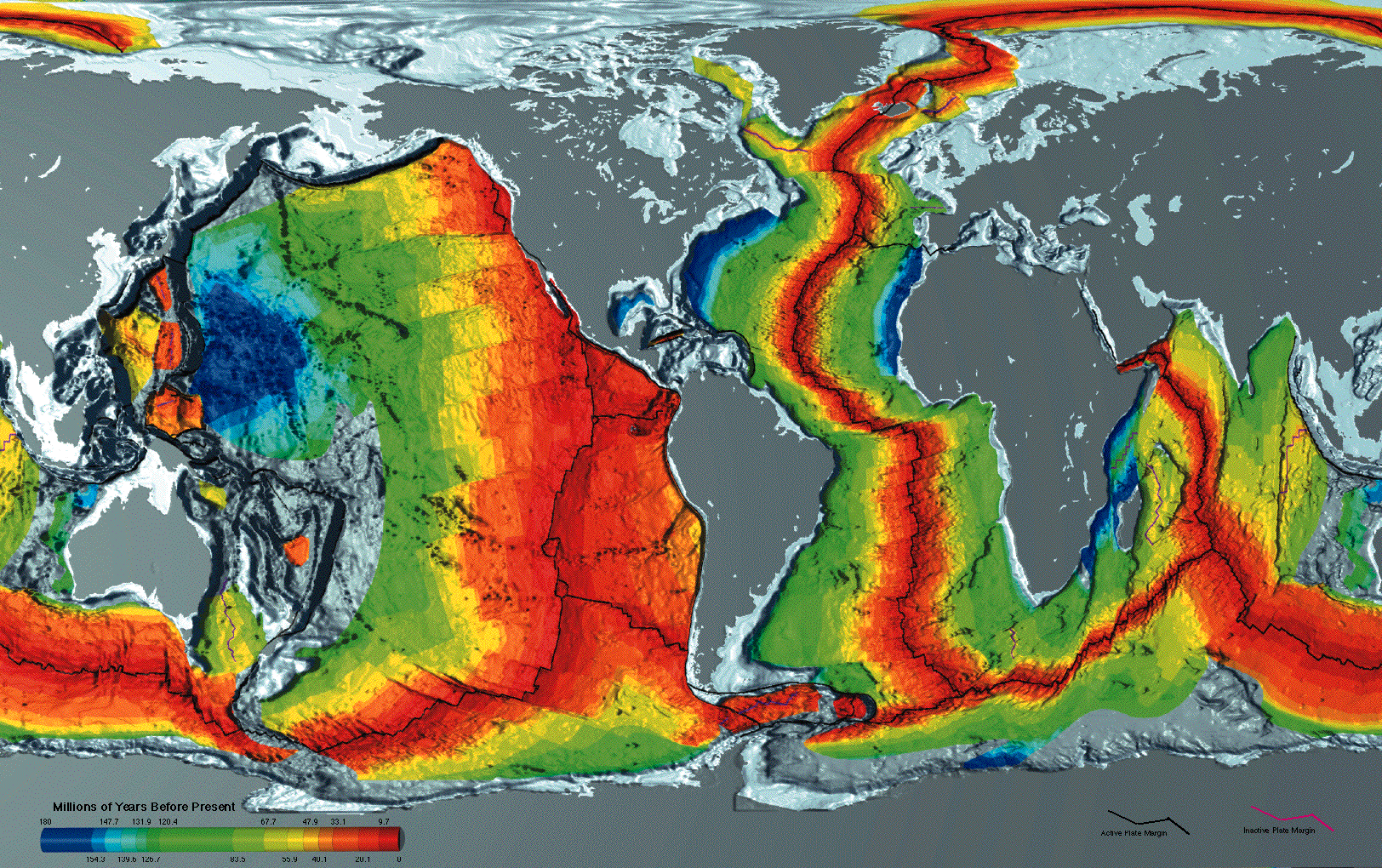
Ouderdom van de oceanische korst. Het jongste deel is rood, het oudste deel blauw. De ouderdom neemt toe naarmate men verder van de mid-oceanische ruggen is verwijderd.

Platen in de aardkorst volgens de platentektoniek.

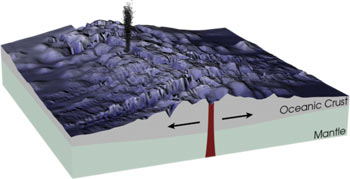
Een mid-oceanische rug.

Oceanische spreiding is het proces dat volgens de theorie van platentektoniek plaatsvindt op divergente grenzen (voornamelijk mid-oceanische ruggen, zoals de mid-Atlantische rug) tussen tektonische platen. IJsland is een deel van de mid-atlantische rug dat boven water uitsteekt.
Aangedreven door een divergente stroming in de mantel, zal de aardkorst uit elkaar drijven bij de divergente plaatgrens, waardoor de korst daar verdunt. Uit de aardmantel komt warm materiaal met een mafische samenstelling omhoog in de vorm van magma, dat de ruimte die in de korst ontstaat door de verdunning opvult. Dit magma zorgt voor vulkanisme (zogenaamd black smoker vulkanisme) op de plaatgrens.
Als de magma aan het oppervlak komt (de oceaanbodem), wordt het lava genoemd. De nieuw ontstane korst van gestolde magma en lava zal door de divergente beweging weg bewegen van de plaatgrens, waar dan weer meer nieuwe korst kan ontstaan. Op die manier wordt oceanische korst gevormd.
Hoe verder men van de mid-oceanische rug af gaat, hoe ouder de gesteenten van de zeebodem zijn. De periodieke ompolingen van het aardmagnetisch veld worden bij het stollen van de magma vastgelegd en demonstreren de verschillende ouderdom van de verschillende gesteenten naarmate zij verder van de rug af liggen. De zeebodem duikt bij het bereiken van een continentaal plat onder de bestaande aardkorst (bijvoorbeeld aan de westkust van Amerika) en/of duwt deze weg (de Atlantische Oceaan wordt nog steeds langzaam wijder, met enige cm per jaar). De oceaanbodem wordt dus hergebruikt, en er zijn bijna geen plaatsen op aarde te vinden waar de oceaanbodem meer dan 200 miljoen jaar oud is.
Het idee van oceanische spreiding werd in de jaren 40 bedacht door de Britse geoloog Arthur Holmes en in de jaren 50 opgenomen door de Amerikaan Robert S. Dietz. In 1961 zag Harry H. Hess in dat het concept een belangrijk onderdeel van platentektoniek is.